# Иштван Сечењи
Иштван Сечењи де Шарвар-Фелшевидик (мађ. sárvár-felsővidéki gróf Széchenyi István; 1791—1860) је био мађарски гроф, политичар, политички теоретичар и писац.
Оснивач је мађарског либерално-националног програма и један од вођа реформског покрета 1825—1848. супротстављен радикализму Лајоша Кошута. Основао је Мађарску академију наука, подстицао је и финансирао изградњу првог сталног моста преко Дунава између Будима и Пеште. Развијао је саобраћај, нарочито паробродарство на Дунаву и Тиси. За већину Мађара Сечењи важи као „највећи Мађар”.
Једна од основних школа у Суботици од 2001. године носи његово име.